# Centre de documentation et d'étude sur la langue internationale
El Centre de documentation et d'étude sur la langue internationale a La Chaux-de-Fonds, Suïssa, va ser fundat el 1967 per Claude Gacond. És la branca principal de la biblioteca de la ciutat i conté més de 20.000 unitats bibliogràfiques. Neutre interlingüísticament (per tant, "la langue internationale"), el CDELI pretén preservar documents en i sobre tota mena de llengües artificials: ofereix, a més dels llibres i publicacions periòdiques de l'esperanto, les col·leccions de materials més amplis sobre Volapük i Interlingue, entre d'altres.